# Linothele annulifila
Linothele annulifila är en spindelart som först beskrevs av Cândido Firmino de Mello-Leitão 1937. 
Linothele annulifila ingår i släktet Linothele och familjen Dipluridae. Inga underarter finns listade i Catalogue of Life.